# Scott McCloud
Scott McCloud (nacido como Scott Willard McLeod en Boston, 10 de junio de 1960) es un autor, ensayista y teórico de cómics estadounidense. Conocido como unos de los más importantes impulsores de la historieta como medio artístico, y de los primeros promotores de los Webcómics como una variedad diferente de cómic, con distintas posibilidades que las de sus predecesores impresos. También conocido por su creación del reto del Cómic de 24 horas.

## Juventud
Nació en 1960 en Boston, Massachusetts, y pasó la mayoría de su infancia en Lexington, Massachusetts. Decidió que quería ser un artista de cómics en 1975, durante su tercer curso de instituto.
El programa de Ilustración de la Syracuse University fue lo más cerca a su objetivo de carrera. Seleccionó esa universidad y carrera, y se graduó con un licenciatura en bellas artes en 1982.

## Carrera

### Artista y teórico
McCloud creó la desenfadada serie de cómic de ciencia ficción/superhéroes Zot! en 1984, en parte como reacción a la cada vez más triste dirección que los cómics de superhéroes estuvieron tomando desde los 80s.
Sus otros cómics impresos incluyen a Destroy!! (una parodia de los predecibles cómics de peleas de superhéroes), la novela gráfica The New Adventures of Abraham Lincoln (hecho con una mezcla de imágenes generadas por ordenador y dibujo digital), 12 publicaciones escribiendo en DC Comics' Superman Adventures, la serie limitada a tres publicaciones Superman: Strength, y su novela gráfica de 2015: The Sculptor.
Es conocido como un teórico de cómics o, como algunos dicen, el "Aristoteles de los cómics", siguiendo la publicación en 1993 de Understanding Comics, una exploración de amplio espectro de la definición, historia, vocabulario, y métodos del medio del cómic, en sí en la forma del cómic. Continuó en el 2000 con Reinventing Comics, en el cual él contornea 12 "revoluciones" las cuales argumenta que podrían ser claves para el crecimiento y éxito de los cómics como un medio popular y creativo. Finalmente, en 2006, Realizó Making Comics. en la siguiente publicación, estuvo en un tour con su familia que incluyó los 50 estados de U.S.A y partes de Europa.
Ha sido uno de los primeros simpatizante de los micropagos. También uno de los asesores del BitPass, una compañía que proviene un sistema de micropago en línea, la cual ayudó con la publicación de The Right Number, una novela gráfica en línea valorada en $0.25 por cada capítulo. McCloud mantiene una presencia en línea activa en su sitio web donde publica algunos de sus experimentos en curso con cómics producidos específicamente para la web. entre las técnicas que explora está the "infinite canvas" permitido por un buscador de webs, colocando paneles siendo espacialmente dispuestos de formas imposibles hasta el infinito, en dos dimensiones, en formato de página o libro físico.
Creó un cómic que formaba a la prensa escrita introduciendo Google Chrome que fue publicado el 1 de septiembre de 2008. 
En 2009, McCloud fue presentado en The Cartoonist, un documental de la vida y trabajo de Jeff Smith, creador de Bone.

### Declaración de derechos de los creadores
Fue el principal autor de Creator's Bill of Rights, un manifiesto de 1988 con el objetivo de proteger los derechos de los creadores de cómics y ayudar al apoyo en contra de la explotación de los escritores y dibujantes de cómic por medio de las prácticas. El grupo que ha adoptado la declaración incluye a los artistas Kevin Eastman, Dave Sim, y Stephen R. Bissette. La declaración incluye doce derechos como "el derecho a ser totalmente dueño de lo que hemos creado" y "El derecho al pronto pago de un justo y equitativo compartido de las ganancias derivadas de todo nuestro trabajo creativo."

### Cómic de 24 Horas
En 1990 acuñó la idea de un cómic de 24 horas , un cómic completo creado por un solo dibujante en 24 consecutivas horas. Fue un desafío mutuo con el dibujante Steve Bissette, intencionado a forzar la producción creativa con un mínimo de contemplación autocontrolada. Miles de Dibujantes ya han asumido el reto, incluyendo: Neil Gaiman; Kevin Eastman, cocreador de las tortugas ninja; Dave Sim, que usó parte de su trabajo procedente del reto en Cerebus the Aardvark; y Rick Veitch quien lo uso como trampolín para su cómic Rarebit Fiends.

## Técnicas y materiales
Aunque McCloud esboza sus viñetas en lápiz, el resto de trabajo es hecho de forma digital, explicando en su libro de 2006 Making Comics que no ha usado materiales tradicionales como Bristol board, lápices o pinceles en años. Después de los bocetos, que como él dice son muy ajustados, e incluir el texto completo, los escanea y los visualiza en una Cintiq de 18 pulgadas para usarlos como guía para rotularlos en Adobe Ilustrator, Después de terminar la rotulación, exporta los archivos a Photoshop donde renderiza las páginas a 1200 dpi, creando entre 5 y 50 capas de trabajo finalizado antes de comprimirlo en un único mapa de bits blanco y negro y una escala de grises si es necesario.

## Vida personal
Vive en Newbury Park, California. Está casado con Ivy Ratafia y tienen dos hijas, Sky y Winter.

## Recepción y legado
McCloud ha sido llamado el "Marshall McLuhan de los cómics". 

## Premios
- 1985 Jack Kirby Award for Best New Series for Zot!
- 1985 Russ Manning Most Promising Newcomer Award for Zot!
- 1994 Eisner Award for Best Comics-Related Book for Understanding Comics
- 1994 Harvey Award for Best Writer for Understanding Comics
- 1994 Harvey Award for Best Graphic Album/Original Material for Understanding Comics
- 1994 Harvey Award for Best Biographical, Historical or Journalistic Presentation for Understanding Comics
- 2001 Harvey Award for Best Biographical/Historical Presentation for Reinventing Comics

### Nominaciones
- 1988 Harvey Award for Best Cartoonist for Zot!
- 1988 Eisner Award for Best Single Issue for Zot! #14
- 1988 Eisner Award for Best Continuing Series for Zot!
- 1988 Eisner Award for Best Black-and-White Series for Zot!
- 1988 Eisner Award for Best Writer/Artist for Zot!
- 1991 Harvey Award for Best Writer for Zot!
- 1991 Harvey Award for Best Single Issue or Story for Zot! #33
- 1991 Eisner Award for Best Story or Single Issue for Zot! #33
- 1991 Eisner Award for Best Continuing Series for Zot!
- 1991 Eisner Award for Best Black-and-White Series for Zot!
- 1991 Eisner Award for Best Writer for Zot!
- 1992 Harvey Award for Best Single Issue or Story for Zot! #35
- 1993 Harvey Award for Best Biographical, Historical or Journalistic Presentation for Understanding Comics: The Slideshow!
- 1998 Eisner Award for Best Single Issue for Superman Adventures #3 ("Distant Thunder"; with Rick Burchett and Terry Austin)
- 1998 Eisner Award for Best Serialized Story for Superman Adventures #11-12 ("The War Within"; with Rick Burchett and Terry Austin)
- 1998 Eisner Award for Best Writer for Superman Adventures
- 2007 Harvey Award for Best Biographical, Historical or Journalistic Presentation for Making Comics

### Entrevistas
- "Interview with Scott McCloud, artist behind Google Chrome comic" New York Daily News (7 de septiembre de 2008).
- "Interview of McCloud by R.C. Harvey, excerpted from The Comics Journal #179" The Comics Journal
- Interview with Hillary Chute, The Believer, April 2007
- "Still Thinking: By Charles Hatfield" The Comics Journal

- Datos: Q454833
- Multimedia: Scott McCloud / Q454833